# Tom atomique
Pour plus de détails, voir Fiche technique et Distribution.
Tom atomique (Tom-ic Energy) est un cartoon de Tom et Jerry réalisé par Chuck Jones et Maurice Noble, produit par la Metro-Goldwyn-Mayer sorti en 1965.

## Musique
- Eugene Poddany